# 姆尼奧夫尼基站
姆尼奧夫尼基站（羅馬化：Mnyovniki）是莫斯科地鐵大環線的一個車站，2021年4月1日啟用。此站是大環線的終點站，直至2021年12月7日延長至卡霍夫卡站。